# Zhang Ru
Zhang Ru (xinès simplificat: 张茹, pinyin: Zhāng Rú; Jiaozuo, Henan, 2 de setembre de 1999) és una jugadora bàsquet xinesa.

## Biografia
És llicenciada en entrenament esportiu per l'Escola d'Educació Física de la Universitat de Zhengzhou.
Zhang va començar a jugar a bàsquet durant unes vacances quan tenia 12 anys. Seria convocada per jugar a la selecció nacional als 20 anys.
Es va incorporar a l'equip de bàsquet femení de Henan el 2018, amb el qual va debutar a la WCBA. Després s'uniria a l'equip de bàsquet femení de Mongòlia Interior.
Va formar part de la selecció xinesa en el torneig femení dels Jocs Olímpics d'estiu de 2020, la Copa d'Àsia FIBA de 2021 i 2023 i la Copa del Món de 2022.